# Korona protetyczna

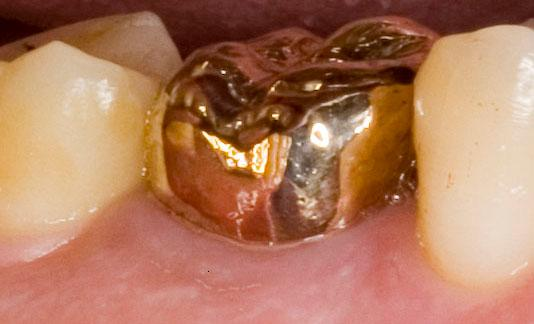
Korona protetyczna wykonana ze złota

Korona protetyczna – stałe uzupełnienie protetyczne odtwarzające znaczny ubytek korony klinicznej zęba.
Korony mogą być wykonywane ze stopu metalowego, akrylu, stopu metalowego licowanego (pokrywanego od widocznej strony licowej korony) akrylem, kompozytem lub ceramiką; stosuje się również korony pełnoceramiczne bez podbudowy metalowej, wytwarzane za pomocą technologii CAD/CAM. Korona protetyczna bywa również częścią mostu protetycznego, którego wykonanie umożliwia uzupełnianie braków międzyzębowych.
Trwałość koron szacowana jest na 10 lat, jednak często pełnią one swą funkcję znacznie dłużej.
Korony tymczasowe, wykonane z materiałów kompozytowych lub stopu aluminium, zakładane są pacjentom oczekującym na wykonanie korony stałej, zwykle nie dłużej niż kilka tygodni.
Korony protetyczne można stosować zarówno na zęby stałe jak i mleczne. Małym dzieciom korony nakłada się w narkozie.